# Harry G. Haskell

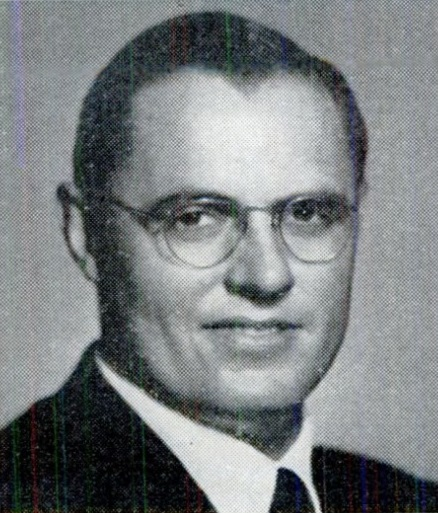
Harry G. Haskell

Harry Garner Haskell (* 27. Mai 1921 in Wilmington, Delaware; † 16. Januar 2020) war ein US-amerikanischer Politiker (Republikaner). Zwischen 1957 und 1959 vertrat er den Bundesstaat Delaware im US-Repräsentantenhaus.

## Werdegang
Harry Haskell besuchte die Tower Hill School in Wilmington und die St. Mark's School in Southborough (Massachusetts). Zwischen 1940 und 1942 studierte er an der Princeton University. Während des Zweiten Weltkrieges war er von 1942 bis 1946 in der Reserve der US-Küstenwache. Nach dem Krieg stieg er in das Geschäftsleben ein und wurde von 1947 bis 1948 Personalchef der Firma Speakman Co.; zwischen 1948 und 1953 war er Leiter der Firma Greenhill Dairies, Inc. Danach arbeitete er in den Jahren 1953 und 1954 für das Bundesministerium für Gesundheit, Erziehung und Wohlfahrt. Dann erwarb er die Hill Girt Farm in Chadds Ford (Pennsylvania) und wurde Präsident der Forschungsstiftung an der University of Delaware.
Haskell wurde Mitglied der Republikanischen Partei. Zwischen 1952 und 1984 nahm er als Delegierter an allen Republican National Conventions teil. 1956 wurde er mit 52 % der Wählerstimmen gegen den demokratischen Amtsinhaber Harris B. McDowell in das US-Repräsentantenhaus gewählt. Dort konnte er zwischen dem 3. Januar 1957 und dem 3. Januar 1959 nur eine Legislaturperiode absolvieren, weil er bei den Wahlen des Jahres 1958 mit etwa 700 Stimmen Unterschied gegen seinen Vorgänger McDowell verlor. Nach dem Ende seiner Zeit im Kongress widmete sich Haskell wieder seinen privaten Geschäften. Zwischen 1969 und 1973 war er Bürgermeister der Stadt Wilmington. Er wurde Mitglied eines nationalen Literaturrates (Presidents National Reading Council) und 1970 Leiter des Unternehmens Abercrombie & Fitch. Später lebte er in Chadds Ford im Ruhestand.